# W. Ralph Kiefer
William Ralph Kiefer (Brooklyn, Nueva York, 27 de marzo de 1905 - Nueva York, 25 de noviembre de 1934), conocido también como W. Ralph Kiefer, W.R. Kiefer y W.R.K., fue un artista estadounidense de la Edad de oro de las historietas que se desempeñó, principalmente, en revistas pulp.
Colaboró activamente en Frontier Stories, Short Stories, Thrilling Adventures y West Magazine.